# Nor-Am Cup 2018
La Nor-Am Cup 2018 è stata la 41ª edizione della  manifestazione organizzata dalla Federazione Internazionale Sci. È iniziata il 18 novembre, per gli uomini a Copper Mountain negli Stati Uniti con uno slalom gigante e per le donne a Loveland, ancora negli Stati Uniti, con uno slalom speciale. La competizione si è conclusa il 18 marzo a Kimberley, in Canada.
In campo maschile sono state disputate 28 delle 29 gare in programma (3 discese libere, 6 supergiganti, 8 slalom giganti, 8 slalom speciali, 3 combinate), in 5 diverse località. Lo statunitense River Radamus si è aggiudicato la classifica generale; il canadese James Crawford ha vinto quelle di discesa libera e di supergigante e gli statunitensi Brian McLaughlin, Mark Engel e Sam Morse rispettivamente quelle di slalom gigante, di slalom speciale e di combinata. Il canadese Phil Brown era il detentore uscente del trofeo generale.
In campo femminile sono state disputate 28 delle 29 gare in programma (3 discese libere, 6 supergiganti, 8 slalom giganti, 8 slalom speciali, 3 combinate), in 6 diverse località. La canadese Roni Remme si è aggiudicata sia la classifica generale, sia quelle di discesa libera e di supergigante; le sue connazionali Mikaela Tommy, Amelia Smart e Valérie Grenier hanno vinto rispettivamente quelle di slalom gigante, di slalom speciale e di combinata. La canadese Ali Nullmeyer era la detentrice uscente del trofeo generale.

## Uomini

### Risultati
| Data             | Località                   | Nazione     | Spec. | Primo              | Secondo            | Terzo               |
| ---------------- | -------------------------- | ----------- | ----- | ------------------ | ------------------ | ------------------- |
| 18 novembre 2017 | Copper Mountain            | Stati Uniti | GS    | Phil Brown         | Trevor Philp       | Tommy Ford          |
| 19 novembre 2017 | Copper Mountain            | Stati Uniti | GS    | Trevor Philp       | Tommy Ford         | Samu Torsti         |
| 20 novembre 2017 | Copper Mountain            | Stati Uniti | SL    | Phil Brown         | Trevor Philp       | Mark Engel          |
| 21 novembre 2017 | Copper Mountain            | Stati Uniti | SL    | Jeffrey Read       | Phil Brown         | Mark Engel          |
| 5 dicembre 2017  | Lake Louise                | Canada      | DH    | Markus Dürager     | James Crawford     | Daniel Hemetsberger |
| 7 dicembre 2017  | Lake Louise                | Canada      | DH    | annullata          | annullata          | annullata           |
| 8 dicembre 2017  | Lake Louise                | Canada      | SG    | Sam Mulligan       | Tyler Werry        | Daniel Hemetsberger |
| 11 dicembre 2017 | Panorama                   | Canada      | SG    | River Radamus      | George Steffey     | Sam Morse           |
| 11 dicembre 2017 | Panorama                   | Canada      | SG    | Jeffrey Read       | Sam Mulligan       | River Radamus       |
| 12 dicembre 2017 | Panorama                   | Canada      | GS    | Brian McLaughlin   | River Radamus      | Tanguy Nef          |
| 12 dicembre 2017 | Panorama                   | Canada      | KB    | River Radamus      | Sam Morse          | George Steffey      |
| 13 dicembre 2017 | Panorama                   | Canada      | GS    | River Radamus      | Brian McLaughlin   | Harry Laidlaw       |
| 15 dicembre 2017 | Panorama                   | Canada      | SL    | Tanguy Nef         | Luke Winters       | Nolan Kasper        |
| 16 dicembre 2017 | Panorama                   | Canada      | SL    | Nolan Kasper       | James Crawford     | River Radamus       |
| 13 febbraio 2018 | Stowe Mountain/Spruce Peak | Stati Uniti | GS    | Tanguy Nef         | Morgan Megarry     | Charlie Raposo      |
| 14 febbraio 2018 | Stowe Mountain/Spruce Peak | Stati Uniti | GS    | Charlie Raposo     | Hig Roberts        | Jack Gower          |
| 15 febbraio 2018 | Stowe Mountain/Spruce Peak | Stati Uniti | SL    | Michael Ankeny     | David Ketterer     | Hig Roberts         |
| 16 febbraio 2018 | Stowe Mountain/Spruce Peak | Stati Uniti | SL    | Luke Winters       | Sam Mulligan       | Hig Roberts         |
| 28 febbraio 2018 | Copper Mountain            | Stati Uniti | DH    | James Crawford     | Jeffrey Read       | Sam Morse           |
| 1º marzo 2018    | Copper Mountain            | Stati Uniti | DH    | Jeffrey Read       | Wiley Maple        | Benjamin Thomsen    |
| 2 marzo 2018     | Copper Mountain            | Stati Uniti | SG    | Broderick Thompson | Sam Mulligan       | James Crawford      |
| 3 marzo 2018     | Copper Mountain            | Stati Uniti | KB    | Sam Mulligan       | Sam Morse          | Broderick Thompson  |
| 12 marzo 2018    | Kimberley                  | Canada      | GS    | Brian McLaughlin   | Trevor Philp       | Tanguy Nef          |
| 13 marzo 2018    | Kimberley                  | Canada      | GS    | Brian McLaughlin   | Trevor Philp       | Tanguy Nef          |
| 14 marzo 2018    | Kimberley                  | Canada      | SL    | Mark Engel         | Trevor Philp       | David Ketterer      |
| 15 marzo 2018    | Kimberley                  | Canada      | SL    | Mark Engel         | Tanguy Nef         | David Ketterer      |
| 16 marzo 2018    | Kimberley                  | Canada      | KB    | James Crawford     | Trevor Philp       | Kipling Weisel      |
| 16 marzo 2018    | Kimberley                  | Canada      | SG    | James Crawford     | Trevor Philp       | Kipling Weisel      |
| 18 marzo 2018    | Kimberley                  | Canada      | SG    | James Crawford     | Broderick Thompson | Brodie Seger        |

Legenda:

DH = discesa libera

SG = supergigante

GS = slalom gigante

SL = slalom speciale

KB = combinata

### Classifiche

#### Generale
| Pos. | Nome             | Nazione     | Punti |
| ---- | ---------------- | ----------- | ----- |
| 1    | River Radamus    | Stati Uniti | 1035  |
| 2    | James Crawford   | Canada      | 1029  |
| 3    | Sam Mulligan     | Canada      | 873   |
| 4    | Jeffrey Read     | Canada      | 814   |
| 5    | Trevor Philp     | Canada      | 729   |
| 6    | Sam Morse        | Stati Uniti | 663   |
| 7    | Tanguy Nef       | Svizzera    | 615   |
| 8    | Brian McLaughlin | Stati Uniti | 609   |
| 9    | Kipling Weisel   | Stati Uniti | 600   |
| 10   | Brodie Seger     | Canada      | 581   |

#### Discesa libera
| Pos. | Nome             | Nazione     | Punti |
| ---- | ---------------- | ----------- | ----- |
| 1    | James Crawford   | Canada      | 216   |
| 2    | Jeffrey Read     | Canada      | 191   |
| 3    | Brodie Seger     | Canada      | 135   |
| 4    | Benjamin Thomsen | Canada      | 130   |
| 5    | Wiley Maple      | Stati Uniti | 126   |

#### Supergigante
| Pos. | Nome           | Nazione     | Punti |
| ---- | -------------- | ----------- | ----- |
| 1    | James Crawford | Canada      | 373   |
| 2    | Sam Mulligan   | Canada      | 341   |
| 3    | River Radamus  | Stati Uniti | 249   |
| 4    | Jeffrey Read   | Canada      | 235   |
| 5    | Brodie Seger   | Canada      | 222   |

#### Slalom gigante
| Pos. | Nome             | Nazione     | Punti |
| ---- | ---------------- | ----------- | ----- |
| 1    | Brian McLaughlin | Stati Uniti | 496   |
| 2    | Trevor Philp     | Canada      | 340   |
| 3    | Tanguy Nef       | Svizzera    | 330   |
| 4    | River Radamus    | Stati Uniti | 308   |
| 5    | Charlie Raposo   | Regno Unito | 284   |

#### Slalom speciale
| Pos. | Nome           | Nazione     | Punti |
| ---- | -------------- | ----------- | ----- |
| 1    | Mark Engel     | Stati Uniti | 320   |
| 2    | River Radamus  | Stati Uniti | 278   |
| 3    | Luke Winters   | Stati Uniti | 254   |
| 4    | David Ketterer | Germania    | 250   |
| 5    | Michael Ankeny | Stati Uniti | 246   |

#### Combinata
| Pos. | Nome           | Nazione     | Punti |
| ---- | -------------- | ----------- | ----- |
| 1    | Sam Morse      | Stati Uniti | 178   |
| 2    | James Crawford | Canada      | 166   |
| 3    | River Radamus  | Stati Uniti | 150   |
| 3    | George Steffey | Stati Uniti | 150   |
| 5    | Sam Mulligan   | Canada      | 145   |

## Donne

### Risultati
| Data             | Località           | Nazione     | Spec. | Prima                | Seconda               | Terza                  |
| ---------------- | ------------------ | ----------- | ----- | -------------------- | --------------------- | ---------------------- |
| 18 novembre 2017 | Loveland           | Stati Uniti | SL    | Erin Mielzynski      | Laurence St-Germain   | Leona Popović          |
| 19 novembre 2017 | Loveland           | Stati Uniti | SL    | Laurence St-Germain  | Erin Mielzynski       | Leona Popović          |
| 20 novembre 2017 | Copper Mountain    | Stati Uniti | GS    | Marie-Michèle Gagnon | Leona Popović         | Mikaela Tommy          |
| 21 novembre 2017 | Copper Mountain    | Stati Uniti | GS    | A J Hurt             | Patricia Mangan       | Mikaela Tommy          |
| 5 dicembre 2017  | Lake Louise        | Canada      | DH    | Roni Remme           | Stefanie Fleckenstein | Georgia Burgess        |
| 7 dicembre 2017  | Lake Louise        | Canada      | DH    | annullata            | annullata             | annullata              |
| 8 dicembre 2017  | Lake Louise        | Canada      | SG    | Roni Remme           | Nina O'Brien          | A J Hurt               |
| 10 dicembre 2017 | Panorama           | Canada      | KB    | Roni Remme           | Adriana Jelínková     | Stefanie Fleckenstein  |
| 10 dicembre 2017 | Panorama           | Canada      | SG    | Roni Remme           | Adriana Jelínková     | Stefanie Fleckenstein  |
| 11 dicembre 2017 | Panorama           | Canada      | SG    | A J Hurt             | Stefanie Fleckenstein | Keely Cashman          |
| 13 dicembre 2017 | Panorama           | Canada      | SL    | Roni Remme           | Resi Stiegler         | Nina O'Brien           |
| 14 dicembre 2017 | Panorama           | Canada      | SL    | Roni Remme           | Adriana Jelínková     | Amelia Smart           |
| 15 dicembre 2017 | Panorama           | Canada      | GS    | Adriana Jelínková    | A J Hurt              | Foreste Peterson       |
| 16 dicembre 2017 | Panorama           | Canada      | GS    | Alice Robinson       | Adriana Jelínková     | Marina Vilanova        |
| 13 febbraio 2018 | Whiteface Mountain | Stati Uniti | GS    | Mikaela Tommy        | Paula Moltzan         | Marina Vilanova        |
| 14 febbraio 2018 | Whiteface Mountain | Stati Uniti | GS    | Mikaela Tommy        | Adriana Jelínková     | A J Hurt               |
| 15 febbraio 2018 | Whiteface Mountain | Stati Uniti | SL    | Nina O'Brien         | Amelia Smart          | Paula Moltzan          |
| 16 febbraio 2018 | Whiteface Mountain | Stati Uniti | SL    | Nina O'Brien         | Katie Hensien         | Adriana Jelínková      |
| 28 febbraio 2018 | Copper Mountain    | Stati Uniti | DH    | Maureen Lebel        | Roni Remme            | Stefanie Fleckenstein  |
| 1º marzo 2018    | Copper Mountain    | Stati Uniti | DH    | Roni Remme           | Stefanie Fleckenstein | A J Hurt Maureen Lebel |
| 2 marzo 2018     | Copper Mountain    | Stati Uniti | KB    | Valérie Grenier      | Mikaela Tommy         | Stefanie Fleckenstein  |
| 3 marzo 2018     | Copper Mountain    | Stati Uniti | SG    | Valérie Grenier      | Nina O'Brien          | Maureen Lebel          |
| 12 marzo 2018    | Kimberley          | Canada      | SL    | Laurence St-Germain  | Paula Moltzan         | Amelia Smart           |
| 13 marzo 2018    | Kimberley          | Canada      | SL    | Paula Moltzan        | Amelia Smart          | Lila Lapanja           |
| 14 marzo 2018    | Kimberley          | Canada      | GS    | Valérie Grenier      | Mikaela Tommy         | Foreste Peterson       |
| 15-16 marzo 2018 | Kimberley          | Canada      | GS    | Mikaela Tommy        | Candace Crawford      | Megan McJames          |
| 17 marzo 2018    | Kimberley          | Canada      | KB    | Valérie Grenier      | Alice Merryweather    | Mikaela Tommy          |
| 17 marzo 2018    | Kimberley          | Canada      | SG    | Valérie Grenier      | Alice Merryweather    | Mikaela Tommy          |
| 18 marzo 2018    | Kimberley          | Canada      | SG    | Valérie Grenier      | Nina O'Brien          | Candace Crawford       |

Legenda:

DH = discesa libera

SG = supergigante

GS = slalom gigante

SL = slalom speciale

KB = combinata

### Classifiche

#### Generale
| Pos. | Nome                  | Nazione     | Punti |
| ---- | --------------------- | ----------- | ----- |
| 1    | Roni Remme            | Canada      | 1174  |
| 2    | Nina O'Brien          | Stati Uniti | 928   |
| 3    | Mikaela Tommy         | Canada      | 919   |
| 4    | Stefanie Fleckenstein | Canada      | 845   |
| 5    | Adriana Jelínková     | Paesi Bassi | 836   |
| 6    | A J Hurt              | Stati Uniti | 787   |
| 7    | Valérie Grenier       | Canada      | 740   |
| 8    | Keely Cashman         | Stati Uniti | 607   |
| 9    | Lila Lapanja          | Stati Uniti | 605   |
| 10   | Amelia Smart          | Canada      | 475   |

#### Discesa libera
| Pos. | Nome                  | Nazione     | Punti |
| ---- | --------------------- | ----------- | ----- |
| 1    | Roni Remme            | Canada      | 280   |
| 2    | Stefanie Fleckenstein | Canada      | 220   |
| 3    | Maureen Lebel         | Stati Uniti | 160   |
| 4    | A J Hurt              | Stati Uniti | 110   |
| 5    | Abigail Murer         | Stati Uniti | 83    |

#### Supergigante
| Pos. | Nome                  | Nazione     | Punti |
| ---- | --------------------- | ----------- | ----- |
| 1    | Roni Remme            | Canada      | 329   |
| 2    | Nina O'Brien          | Stati Uniti | 316   |
| 3    | Valérie Grenier       | Canada      | 300   |
| 4    | A J Hurt              | Stati Uniti | 254   |
| 5    | Stefanie Fleckenstein | Canada      | 196   |

#### Slalom gigante
| Pos. | Nome              | Nazione     | Punti |
| ---- | ----------------- | ----------- | ----- |
| 1    | Mikaela Tommy     | Canada      | 500   |
| 2    | Adriana Jelínková | Paesi Bassi | 375   |
| 3    | A J Hurt          | Stati Uniti | 345   |
| 4    | Foreste Peterson  | Stati Uniti | 232   |
| 5    | Megan McJames     | Stati Uniti | 224   |

#### Slalom speciale
| Pos. | Nome                | Nazione     | Punti |
| ---- | ------------------- | ----------- | ----- |
| 1    | Amelia Smart        | Canada      | 410   |
| 2    | Lila Lapanja        | Stati Uniti | 357   |
| 3    | Laurence St-Germain | Canada      | 325   |
| 4    | Paula Moltzan       | Stati Uniti | 312   |
| 5    | Nina O'Brien        | Stati Uniti | 310   |

#### Combinata
| Pos. | Nome                  | Nazione     | Punti |
| ---- | --------------------- | ----------- | ----- |
| 1    | Valérie Grenier       | Canada      | 200   |
| 2    | Roni Remme            | Canada      | 190   |
| 3    | Mikaela Tommy         | Canada      | 140   |
| 4    | Stefanie Fleckenstein | Canada      | 120   |
| 5    | Keely Cashman         | Stati Uniti | 114   |